# Ronde van Frankrijk voor vrouwen 2023
De tweede editie van de Tour de France Femmes avec Zwift werd verreden van 23 tot en met 30 juli 2023 in Frankrijk met de start in Clermont-Ferrand en de finish in Pau. De wedstrijd werd gewonnen door Demi Vollering die in de zevende etappe wegreed bij haar concurrenten en hierbij niet alleen de gele leiderstrui pakte maar ook de etappeoverwinning.

## Organisatie
De wedstrijd ging van start op de laatste dag van de Ronde van Frankrijk voor mannen. 
Het was de eenentwintigste wedstrijd in de UCI Women's World Tour 2023 en werd bevochten twee weken na het einde van de Giro Donne. 
Voor het organiseren van deze ronde kreeg de organisatie dispensatie van de UCI, omdat de ronde meer dan zes dagen duurde, en een etappe langer dan 160 kilometer bevatte, iets dat volgens de regels van de UCI niet mag in een meerdaagse vrouwenrace.

## Deelnemende ploegen
Aan de wedstrijd deden 22 teams mee. Elke ploeg telt zeven rensters, één meer dan in de editie van 2022. De vijftien World-Tourploegen werden aangevuld met zeven continentale ploegen. De twee beste UCI Women's Continental Teams uit 2022 (Ceratizit-WNT en Lifeplus Wahoo) ontvingen een automatische uitnodiging, de andere vijf teams werden geselecteerd door Amaury Sport Organisation (ASO), de organisatoren van de Tour. Hieronder was ook het Belgische AG Insurance-Soudal Quick-Step. De geselecteerde teams werden op 14 april 2023 bekendgemaakt.
| UCI Women's World Tour Teams | UCI Women's World Tour Teams                                                         | UCI Women's Continental Teams                                                                                             | UCI Women's Continental Teams |
| --- | ------------------------------------------------------------------------------------ | --- | ----------------------------- |
| Canyon//SRAM Racing DSM-Firmenich EF Education-TIBCO-SVB FDJ-Suez Fenix-Deceuninck Human Powered Health Israel Premier Tech Roland Jayco AlUla | Jumbo-Visma Lidl-Trek Liv Racing TeqFind Movistar SD Worx-Protime UAE Team ADQ Uno-X | Ceratizit-WNT Lifeplus Wahoo AG Insurance-Soudal Quick-Step Arkéa Cofidis Coop-Hitec Products Saint Michel-Mavic-Auber 93 |                               |

## Etappe-overzicht
Op 27 oktober 2022 werd het parcours bekendgemaakt door organisatiedirecteur Marion Rousse.
| Datum   | Etappe  | Start – Finish                               | Afstand (in km) | Type                | Winnares             | Ploeg            | Klassementsleider |
| ------- | ------- | -------------------------------------------- | --------------- | ------------------- | -------------------- | ---------------- | ----------------- |
| 23 juli | 1       | Clermont-Ferrand                             | 123,8           | Vlakke rit          | Lotte Kopecky        | Team SD Worx     | Lotte Kopecky     |
| 24 juli | 2       | Clermont-Ferrand – Mauriac                   | 151,7           | Heuvelrit           | Liane Lippert        | Movistar Team    | Lotte Kopecky     |
| 25 juli | 3       | Collonges-la-Rouge - Montignac-Lascaux       | 147,2           | Vlakke rit          | Lorena Wiebes        | Team SD Worx     | Lotte Kopecky     |
| 26 juli | 4       | Cahors - Rodez                               | 177,1           | Heuvelrit           | Yara Kastelijn       | Fenix-Deceuninck | Lotte Kopecky     |
| 27 juli | 5       | Onet-le-Château - Albi                       | 126,1           | Vlakke rit          | Ricarda Bauernfeind  | Canyon-SRAM      | Lotte Kopecky     |
| 28 juli | 6       | Albi - Blagnac                               | 122,1           | Vlakke rit          | Emma Norsgaard Bjerg | Movistar Team    | Lotte Kopecky     |
| 29 juli | 7       | Lannemezan - Tourmalet (Bagnères-de-Bigorre) | 89,8            | Bergrit             | Demi Vollering       | Team SD Worx     | Demi Vollering    |
| 30 juli | 8       | Pau                                          | 22,6            | Individuele tijdrit | Marlen Reusser       | Team SD Worx     | Demi Vollering    |
| Totaal: | Totaal: | Totaal:                                      | 956 km          | 956 km              | 956 km               | 956 km           | 956 km            |

## Etappe-uitslagen

### 1e etappe

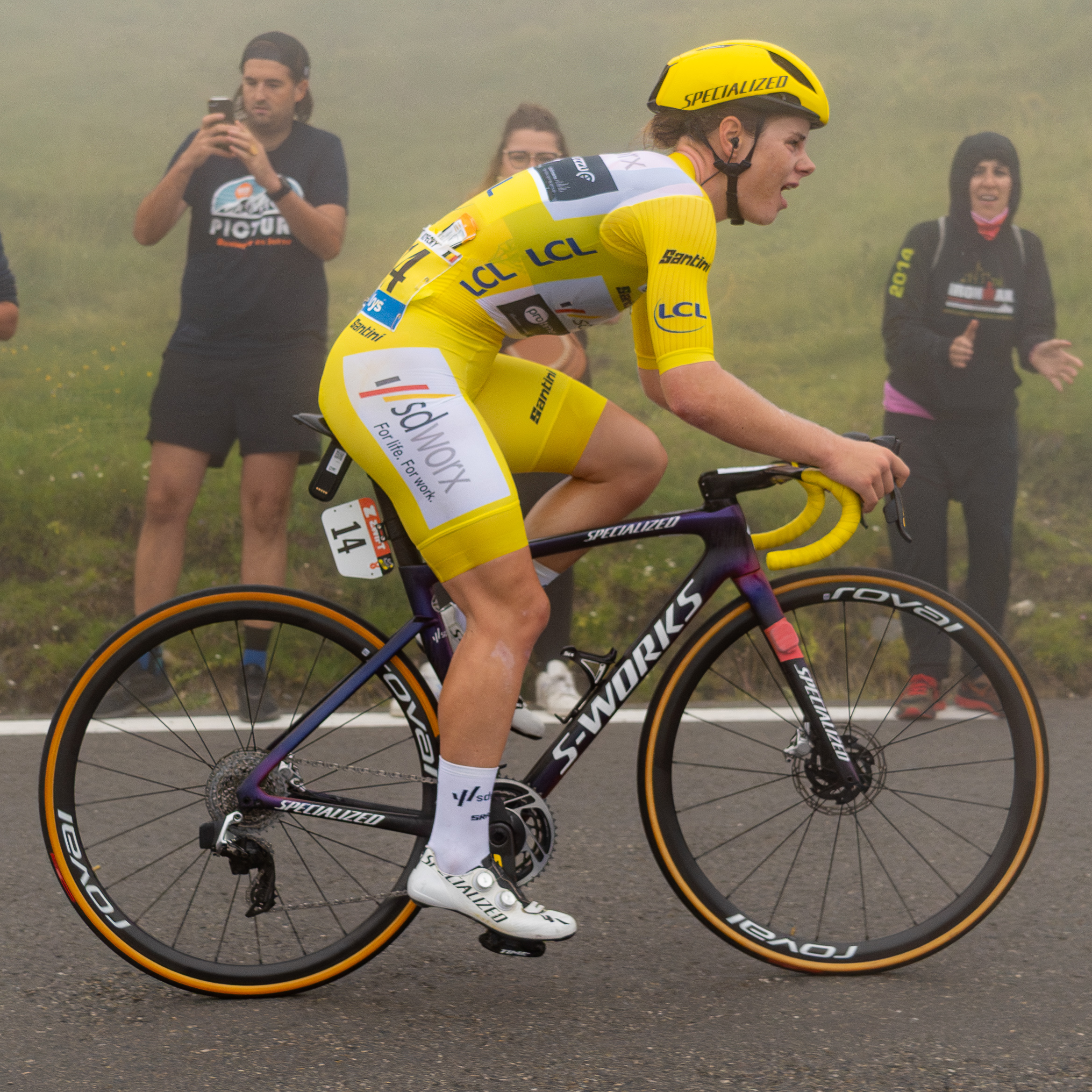
Lotte Kopecky droeg na de eerste etappe zes dagen de gele trui.

| 23 juli: Clermont-Ferrand – Clermont-Ferrand (123,8 km) |                        |                                |          |
| Plaats                                                  | Naam                   | Ploeg                          | Tijd     |
| Winnaar                                                 | Lotte Kopecky          | Team SD Worx                   | 3u04'09" |
| 2                                                       | Lorena Wiebes          | Team SD Worx                   | + 41"    |
| 3                                                       | Charlotte Kool         | DSM-Firmenich                  | z.t.     |
| 4                                                       | Marianne Vos           | Jumbo-Visma                    | z.t.     |
| 5                                                       | Ashleigh Moolman-Pasio | AG Insurance-Soudal Quick-Step | + 43"    |

| Algemeen klassement |                        |                                |          |
| Plaats              | Naam                   | Ploeg                          | Tijd     |
| Gele trui           | Lotte Kopecky          | Team SD Worx                   | 3u03'59" |
| 2                   | Lorena Wiebes          | Team SD Worx                   | + 45"    |
| 3                   | Charlotte Kool         | DSM-Firmenich                  | + 47"    |
| 4                   | Marianne Vos           | Jumbo-Visma                    | + 51"    |
| 5                   | Ashleigh Moolman-Pasio | AG Insurance-Soudal Quick-Step | + 53"    |

### 2e etappe

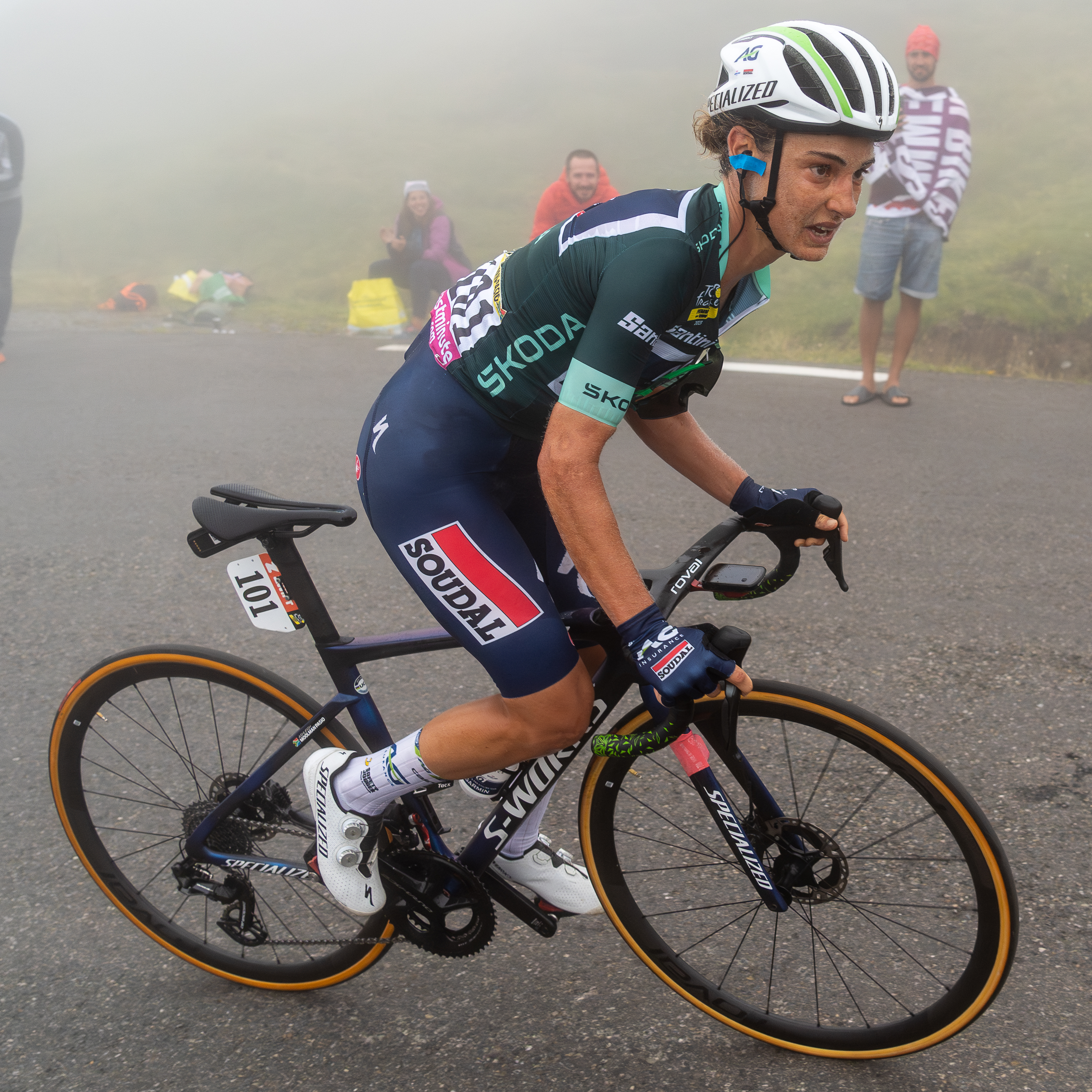
Ashleigh Moolman-Pasio droeg zes dagen de groene trui als tweede in de stand.

| 24 juli: Clermont-Ferrand – Mauriac (151,7 km) |                         |                                |          |
| Plaats                                         | Naam                    | Ploeg                          | Tijd     |
| Winnaar                                        | Liane Lippert           | Movistar                       | 4u13'43" |
| 2                                              | Lotte Kopecky           | Team SD Worx                   | z.t.     |
| 3                                              | Silvia Persico          | UAE Team ADQ                   | z.t.     |
| 4                                              | Ashleigh Moolman-Pasio  | AG Insurance-Soudal Quick-Step | z.t.     |
| 5                                              | Christina Schweinberger | Fenix-Deceuninck               | z.t.     |

| Algemeen klassement |                        |                                |          |
| Plaats              | Naam                   | Ploeg                          | Tijd     |
| Gele trui           | Lotte Kopecky          | Team SD Worx                   | 7u17'36" |
| 2                   | Liane Lippert          | Movistar                       | + 49"    |
| 3                   | Ashleigh Moolman-Pasio | AG Insurance-Soudal Quick-Step | + 59"    |
| 4                   | Demi Vollering         | Team SD Worx                   | z.t.     |
| 5                   | Cecilie Uttrup Ludwig  | FDJ-Suez                       | z.t.     |

### 3e etappe

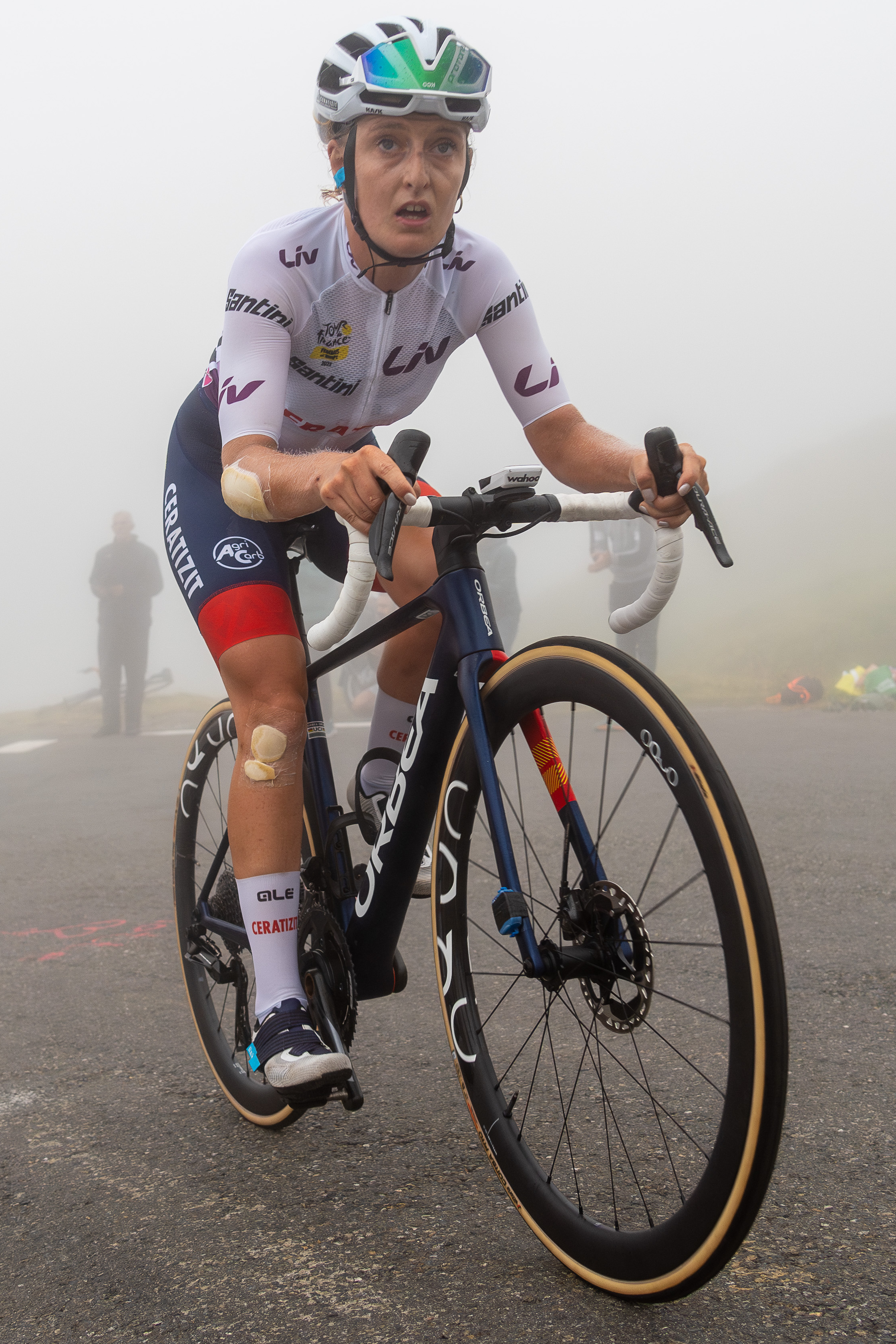
Cédrine Kerbaol droeg alle dagen de witte trui en won het jongerenklassement.

| 25 juli: Collonges-la-Rouge – Montignac-Lascaux (147,2 km) |                 |              |          |
| Plaats                                                     | Naam            | Ploeg        | Tijd     |
| Winnaar                                                    | Lorena Wiebes   | Team SD Worx | 3u49'47" |
| 2                                                          | Marianne Vos    | Jumbo-Visma  | z.t.     |
| 3                                                          | Lotte Kopecky   | Team SD Worx | z.t.     |
| 4                                                          | Chiara Consonni | UAE Team ADQ | z.t.     |
| 5                                                          | Elisa Balsamo   | Lidl-Trek    | z.t.     |

| Algemeen klassement |                        |                                |           |
| Plaats              | Naam                   | Ploeg                          | Tijd      |
| Gele trui           | Lotte Kopecky          | Team SD Worx                   | 11u07'19" |
| 2                   | Liane Lippert          | Movistar                       | + 55"     |
| 3                   | Ashleigh Moolman-Pasio | AG Insurance-Soudal Quick-Step | + 1'05"   |
| 4                   | Katarzyna Niewiadoma   | Canyon-SRAM                    | z.t.      |
| 5                   | Elisa Longo Borghini   | Lidl-Trek                      | z.t.      |

### 4e etappe

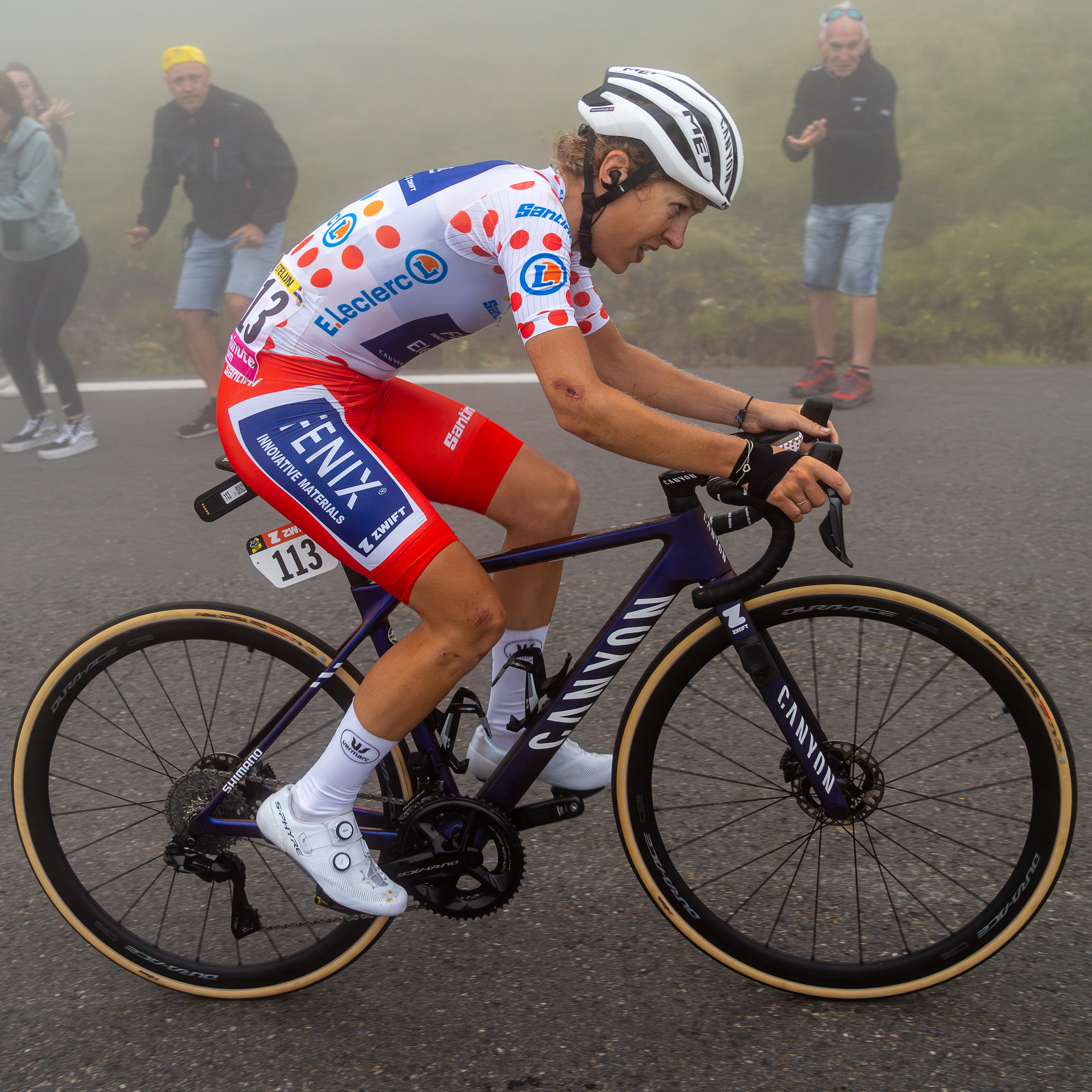
Yara Kastelijn won de 4e etappe en droeg twee dagen de bolletjestrui.

| 26 juli: Cahors – Rodez (177,1 km) |                      |                  |          |
| Plaats                             | Naam                 | Ploeg            | Tijd     |
| Winnaar                            | Yara Kastelijn       | Fenix-Deceuninck | 4u38'39" |
| 2                                  | Demi Vollering       | Team SD Worx     | + 1'11"  |
| 3                                  | Anouska Koster       | Uno-X            | + 1'12"  |
| 4                                  | Annemiek van Vleuten | Movistar         | + 1'13"  |
| 5                                  | Elisa Longo Borghini | Lidl-Trek        | z.t.     |

| Algemeen klassement |                        |                                |           |
| Plaats              | Naam                   | Ploeg                          | Tijd      |
| Gele trui           | Lotte Kopecky          | Team SD Worx                   | 15u47'25" |
| 2                   | Demi Vollering         | Team SD Worx                   | + 43"     |
| 3                   | Ashleigh Moolman-Pasio | AG Insurance-Soudal Quick-Step | + 51"     |
| 4                   | Katarzyna Niewiadoma   | Canyon-SRAM                    | z.t.      |
| 5                   | Elisa Longo Borghini   | Lidl-Trek                      | z.t.      |

### 5e etappe

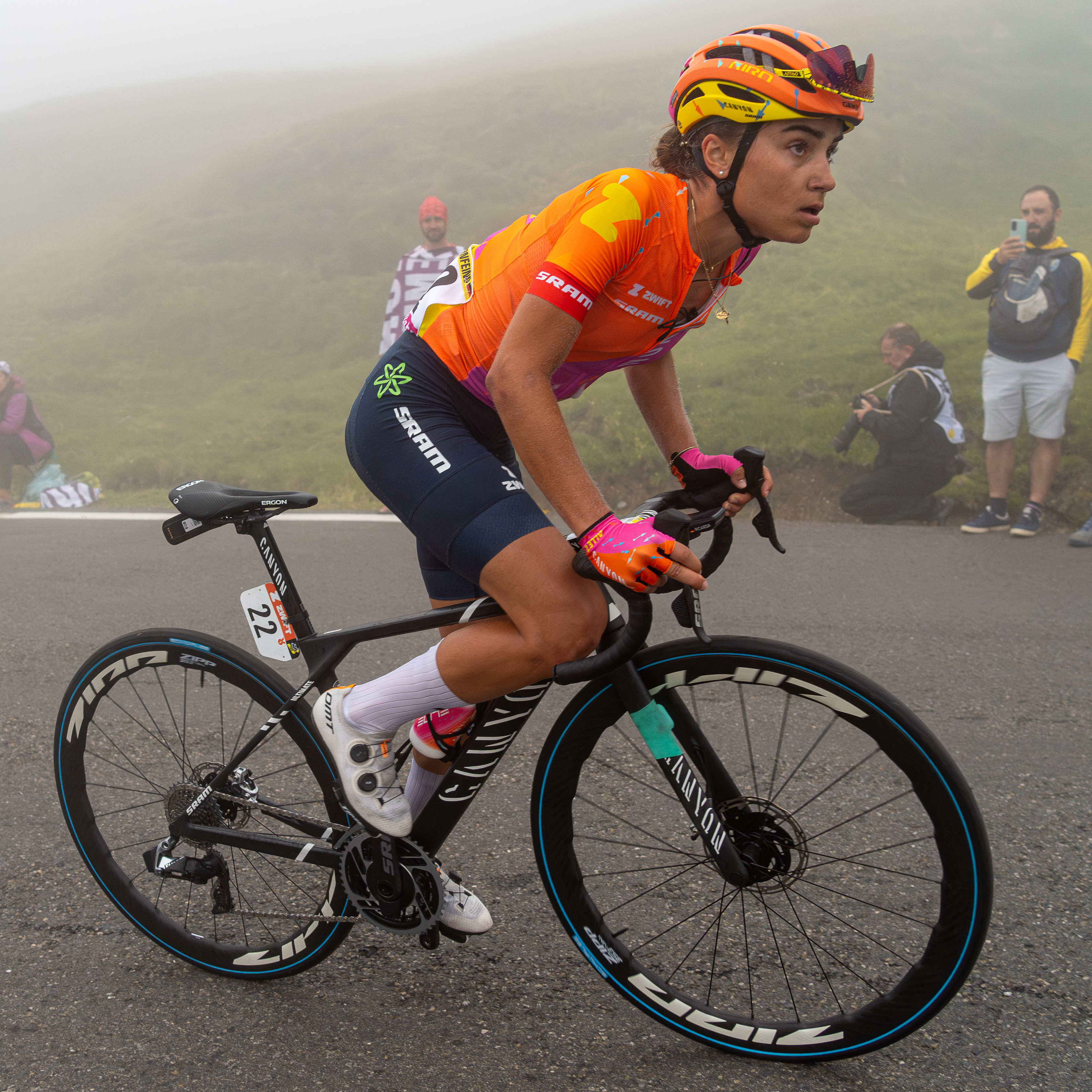
Ricarda Bauernfeind won de 5e etappe (foto van etappe 7 op de Tourmalet).

| 27 juli: Onet-le-Château – Albi (126,1 km) |                     |              |          |
| Plaats                                     | Naam                | Ploeg        | Tijd     |
| Winnaar                                    | Ricarda Bauernfeind | Canyon-SRAM  | 3u07'20" |
| 2                                          | Marlen Reusser      | Team SD Worx | + 22"    |
| 3                                          | Liane Lippert       | Movistar     | z.t.     |
| 4                                          | Lotte Kopecky       | Team SD Worx | + 32"    |
| 5                                          | Soraya Paladin      | Canyon-SRAM  | z.t.     |

| Algemeen klassement |                        |                                |           |
| Plaats              | Naam                   | Ploeg                          | Tijd      |
| Gele trui           | Lotte Kopecky          | Team SD Worx                   | 18u55'17" |
| 2                   | Ashleigh Moolman-Pasio | AG Insurance-Soudal Quick-Step | + 49"     |
| 3                   | Elisa Longo Borghini   | Lidl-Trek                      | + 51"     |
| 4                   | Katarzyna Niewiadoma   | Canyon-SRAM                    | z.t.      |
| 5                   | Annemiek van Vleuten   | Movistar                       | z.t.      |

Demi Vollering kreeg een tijdstraf van 20 seconden en later werd haar ploegleider Danny Stam uit koers gezet.

### 6e etappe

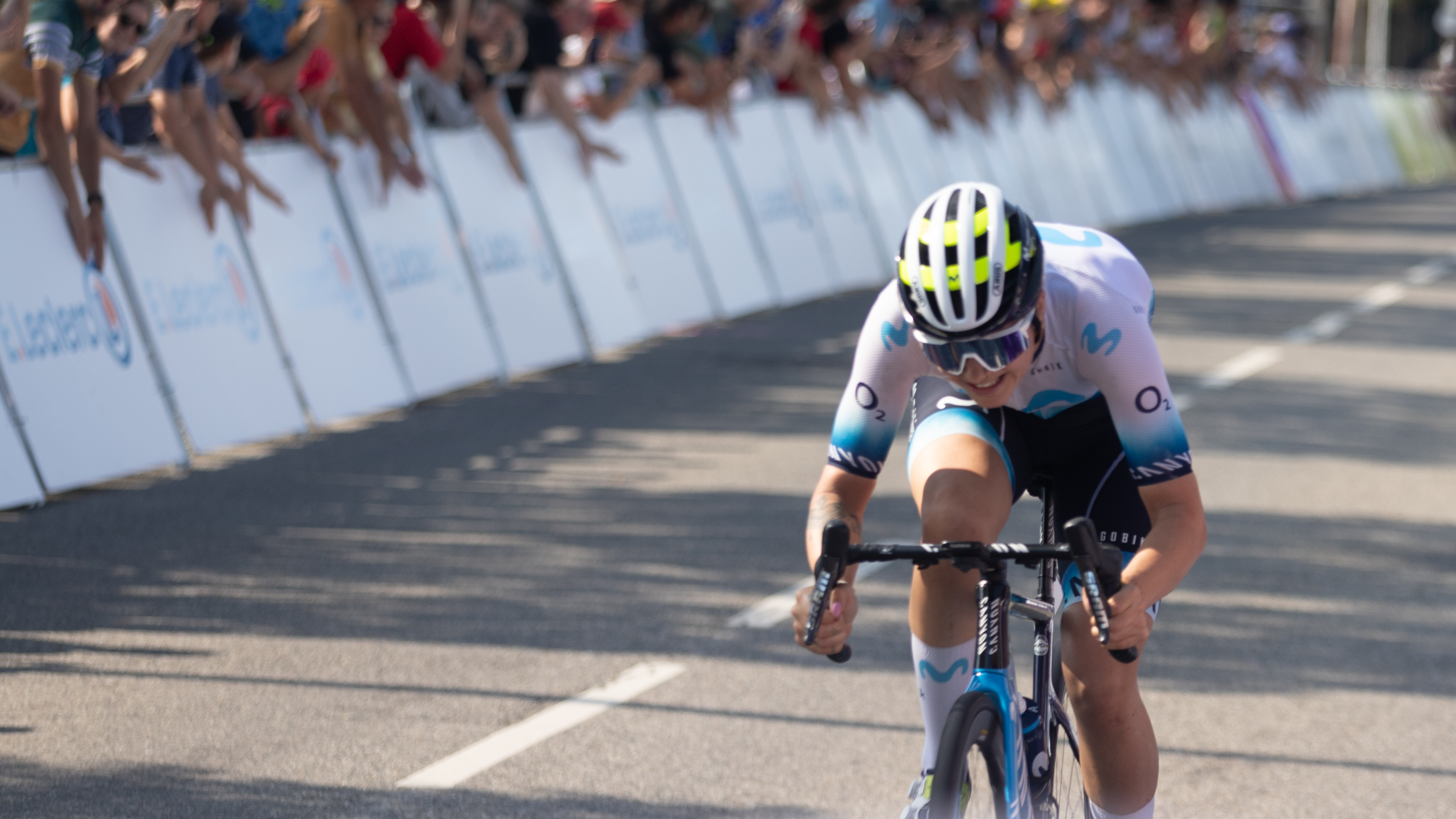
Emma Bjerg won de 6e etappe.

| 28 juli: Albi – Blagnac (122,1 km) |                |               |          |
| Plaats                             | Naam           | Ploeg         | Tijd     |
| Winnaar                            | Emma Bjerg     | Movistar      | 2u59'16" |
| 2                                  | Charlotte Kool | DSM-Firmenich | + 1"     |
| 3                                  | Lotte Kopecky  | Team SD Worx  | z.t.     |
| 4                                  | Marianne Vos   | Jumbo-Visma   | z.t.     |
| 5                                  | Soraya Paladin | Canyon-SRAM   | z.t.     |

| Algemeen klassement |                        |                                |           |
| Plaats              | Naam                   | Ploeg                          | Tijd      |
| Gele trui           | Lotte Kopecky          | Team SD Worx                   | 21u54'30" |
| 2                   | Ashleigh Moolman-Pasio | AG Insurance-Soudal Quick-Step | + 53"     |
| 3                   | Annemiek van Vleuten   | Movistar                       | + 55"     |
| 4                   | Elisa Longo Borghini   | Lidl-Trek                      | z.t.      |
| 5                   | Katarzyna Niewiadoma   | Canyon-SRAM                    | z.t.      |

### 7e etappe

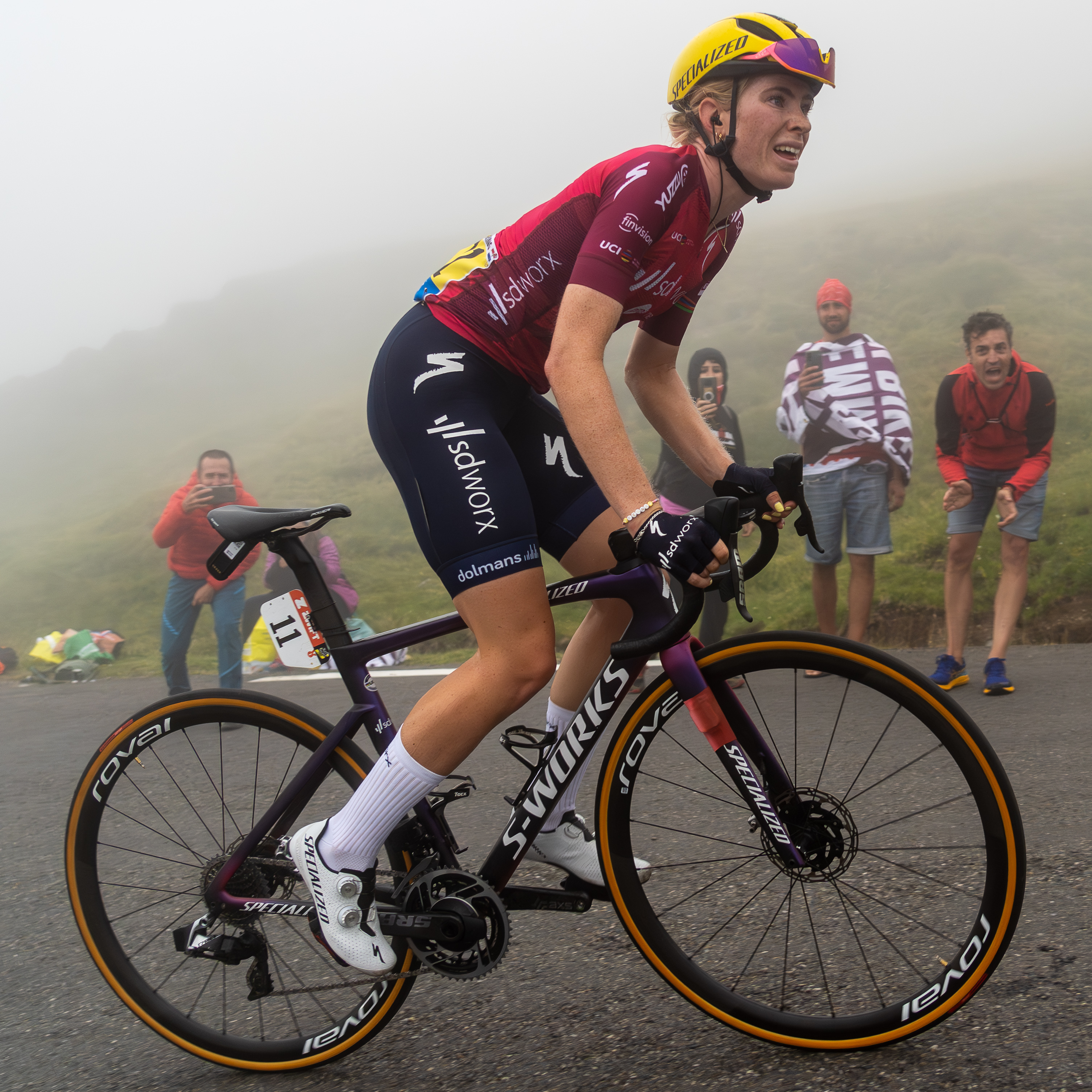
Demi Vollering won de koninginnenrit op de Tourmalet in de World Tour-leiderstrui.

| 29 juli: Lannemezan – Col du Tourmalet (89,8 km) |                        |                                |          |
| Plaats                                           | Naam                   | Ploeg                          | Tijd     |
| Winnaar                                          | Demi Vollering         | Team SD Worx                   | 2u52'43" |
| 2                                                | Katarzyna Niewiadoma   | Canyon-SRAM                    | + 1'58"  |
| 3                                                | Annemiek van Vleuten   | Movistar                       | + 2'34"  |
| 4                                                | Ashleigh Moolman-Pasio | AG Insurance-Soudal Quick-Step | + 2'43"  |
| 5                                                | Juliette Labous        | DSM-Firmenich                  | + 2'46"  |

| Algemeen klassement |                        |                                |           |
| Plaats              | Naam                   | Ploeg                          | Tijd      |
| Gele trui           | Demi Vollering         | Team SD Worx                   | 24u48'10" |
| 2                   | Katarzyna Niewiadoma   | Canyon-SRAM                    | + 1'50"   |
| 3                   | Annemiek van Vleuten   | Movistar                       | + 2'28"   |
| 4                   | Lotte Kopecky          | Team SD Worx                   | + 2'35"   |
| 5                   | Ashleigh Moolman-Pasio | AG Insurance-Soudal Quick-Step | + 2'39"   |

### 8e etappe

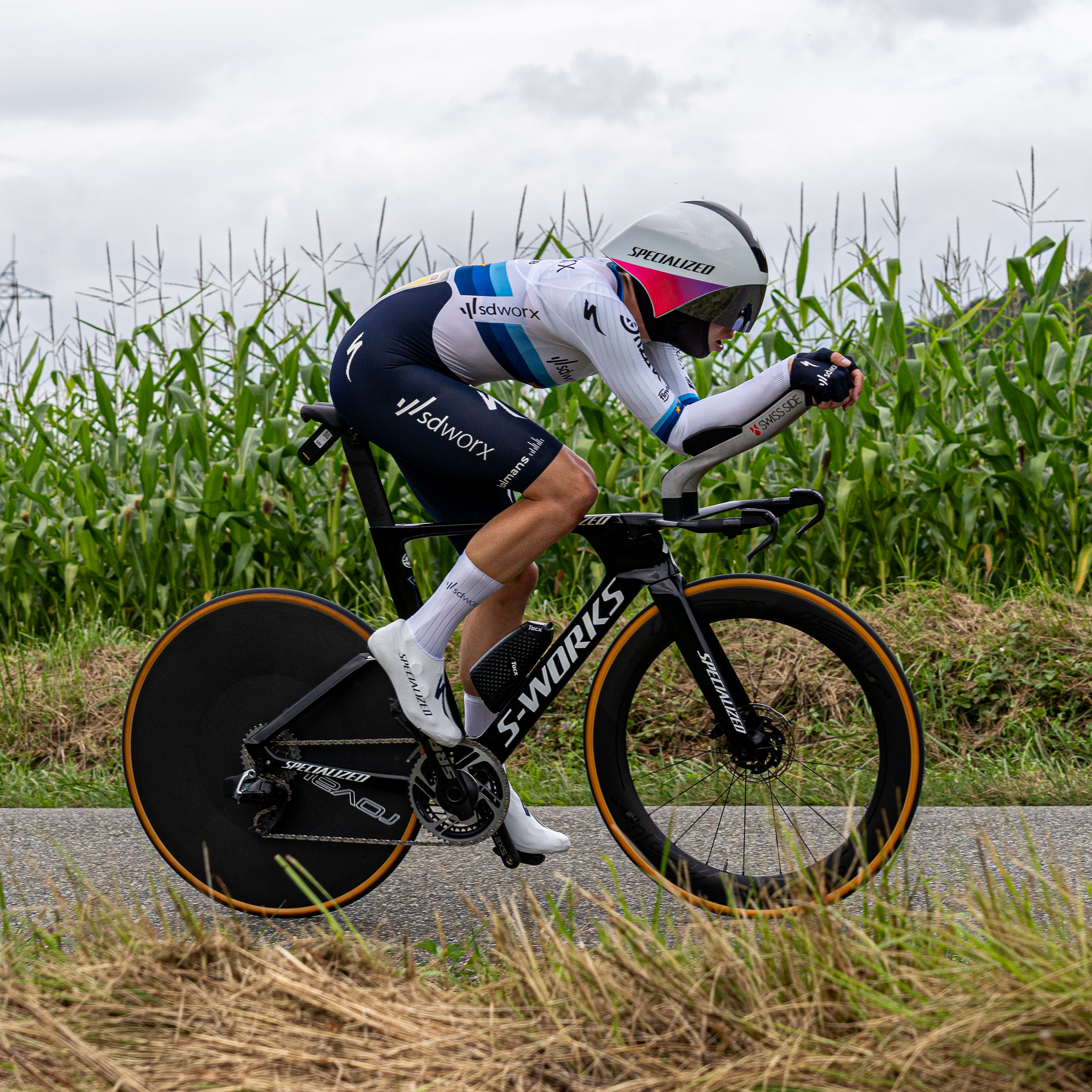
Marlen Reusser won de afsluitende tijdrit.

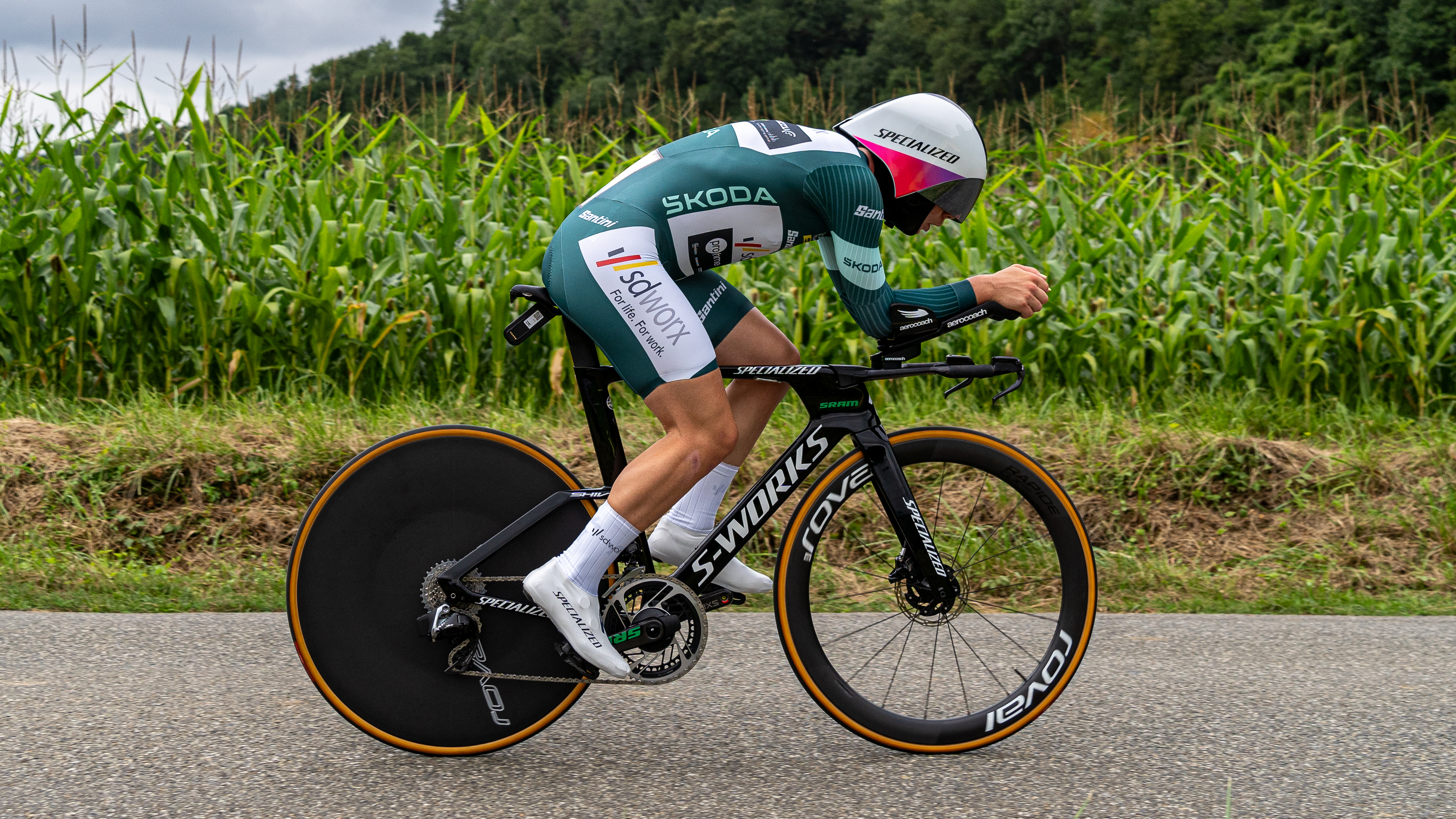
Lotte Kopecky (winnares van de groene trui) in de afsluitende tijdrit.

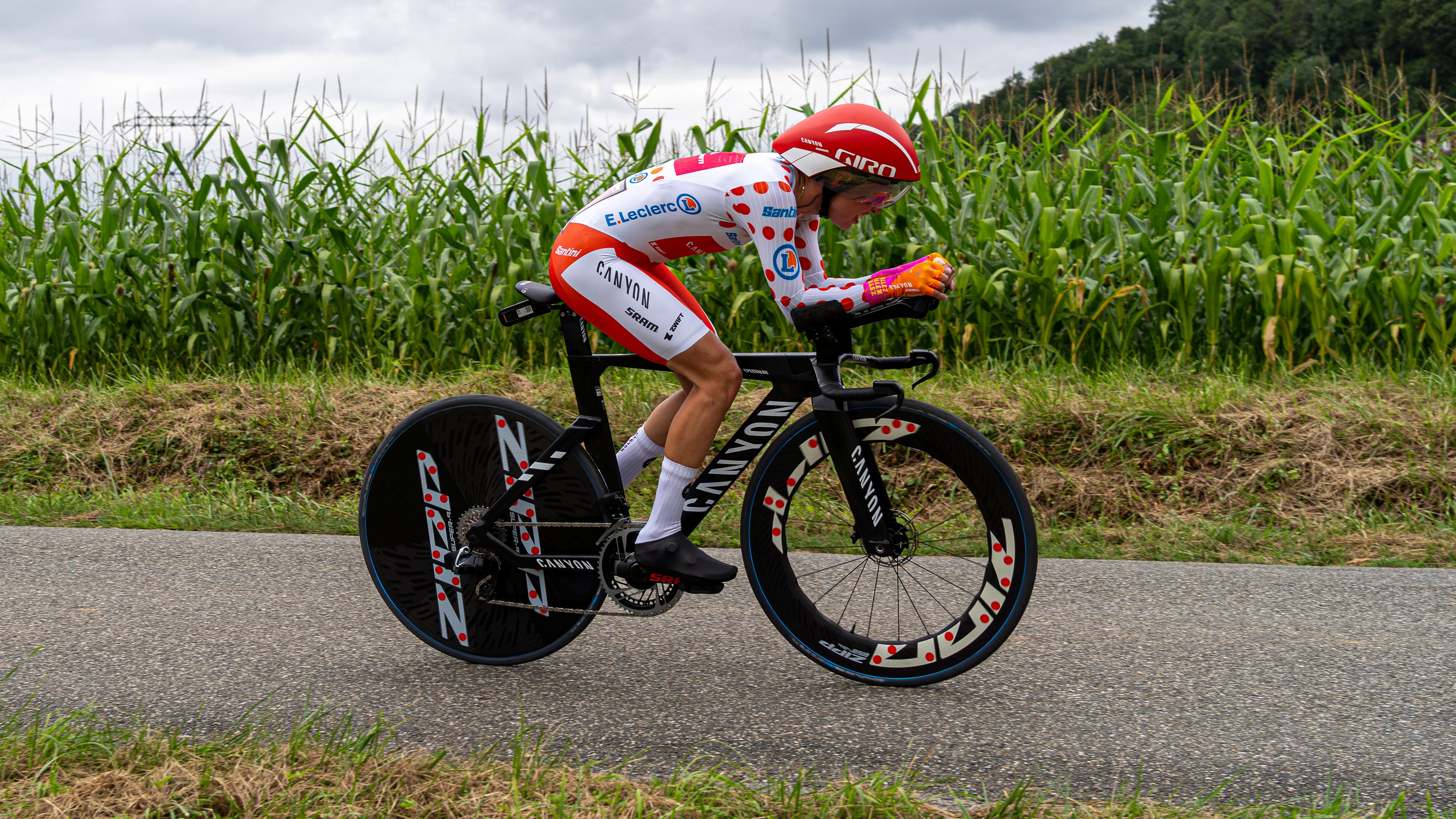
Katarzyna Niewiadoma (winnares van de bolletjestrui) in de afsluitende tijdrit.

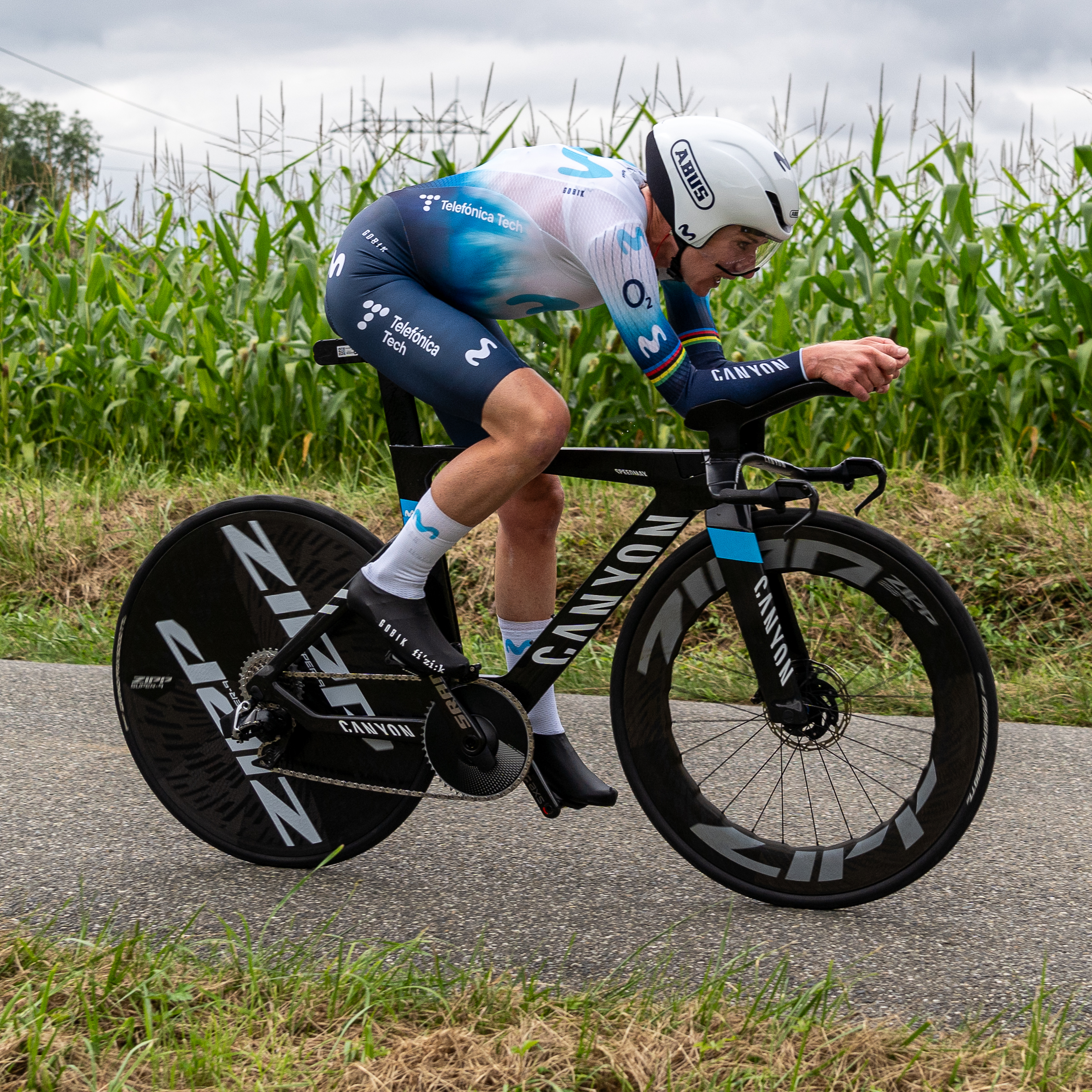
Titelverdedigster Annemiek van Vleuten in de afsluitende tijdrit.

| 30 juli: Pau – Pau (22,6 km) |                 |              |        |
| Plaats                       | Naam            | Ploeg        | Tijd   |
| Winnaar                      | Marlen Reusser  | Team SD Worx | 29'15" |
| 2                            | Demi Vollering  | Team SD Worx | + 10"  |
| 3                            | Lotte Kopecky   | Team SD Worx | + 38"  |
| 4                            | Grace Brown     | FDJ-Suez     | + 40"  |
| 5                            | Riejanne Markus | Jumbo-Visma  | + 50"  |

| Algemeen klassement |                      |               |           |
| Plaats              | Naam                 | Ploeg         | Tijd      |
| Gele trui           | Demi Vollering       | Team SD Worx  | 25u17'35" |
| 2                   | Lotte Kopecky        | Team SD Worx  | + 3'03"   |
| 3                   | Katarzyna Niewiadoma | Canyon-SRAM   | z.t.      |
| 4                   | Annemiek van Vleuten | Movistar      | + 3'59"   |
| 5                   | Juliette Labous      | DSM-Firmenich | + 4'48"   |

## Uitvallers
1e etappe
Opgave:  Mireia Benito.
2e etappe
Niet gestart:  Lara Vieceli.
Opgave:  Eva van Agt,  Fien Delbaere,  Amandine Fouquenet.
3e etappe
Niet gestart:  Špela Kern.
Opgave:  Lucie Jounier,  Marte Berg Edseth.
4e etappe
Opgave:  Elise Uijen,  Rachele Barbieri,  Anais Morichon.
5e etappe
Niet gestart:  Lorena Wiebes,  Jenny Rissveds,  Mie Bjørndal Ottestad.
Opgave:  Évita Muzic,  Gabrielle Pilote-Fortin,  Kaja Rysz.
6e etappe
Gediskwalificeerd:  Lotta Henttala.
Buiten tijd:  Marie-Morgane Le Deunff.
7e etappe
Niet gestart:  Elisa Longo Borghini,  Elisa Balsamo,  Veronica Ewers,  Chiara Consonni,  Maria Giulia Confalonieri.
Opgave:  Marianne Vos,  Loes Adegeest,  Babette van der Wolf,  Martina Alzini.
Buiten tijd:  Charlotte Kool,  Alice Barnes.
8e etappe
Niet gestart:  Mavi García.

## Klassementsverloop
| Etappe         | Winnares             | Algemeen klassement | Puntenklassement | Bergklassement       | Jongerenklassement | Ploegenklassement | Strijdlust               |
| -------------- | -------------------- | ------------------- | ---------------- | -------------------- | ------------------ | ----------------- | ------------------------ |
| 1              | Lotte Kopecky        | Lotte Kopecky       | Lotte Kopecky*   | Lotte Kopecky        | Cédrine Kerbaol    | Team SD Worx      | Marta Lach               |
| 2              | Liane Lippert        | Lotte Kopecky       | Lotte Kopecky*   | Yara Kastelijn       | Cédrine Kerbaol    | Team SD Worx      | Anouska Koster           |
| 3              | Lorena Wiebes        | Lotte Kopecky       | Lotte Kopecky*   | Julie Van de Velde   | Cédrine Kerbaol    | Team SD Worx      | Julie Van de Velde       |
| 4              | Yara Kastelijn       | Lotte Kopecky       | Lotte Kopecky*   | Anouska Koster       | Cédrine Kerbaol    | Team SD Worx      | Yara Kastelijn           |
| 5              | Ricarda Bauernfeind  | Lotte Kopecky       | Lotte Kopecky*   | Yara Kastelijn       | Cédrine Kerbaol    | Team SD Worx      | Ricarda Bauernfeind      |
| 6              | Emma Norsgaard Bjerg | Lotte Kopecky       | Lotte Kopecky*   | Yara Kastelijn       | Cédrine Kerbaol    | Team SD Worx      | Agnieszka Skalniak-Sójka |
| 7              | Demi Vollering       | Demi Vollering      | Lotte Kopecky*   | Katarzyna Niewiadoma | Cédrine Kerbaol    | Team SD Worx      | Katarzyna Niewiadoma     |
| 8              | Marlen Reusser       | Demi Vollering      | Lotte Kopecky*   | Katarzyna Niewiadoma | Cédrine Kerbaol    | Team SD Worx      | Niet Uitgereikt          |
| Eindklassement | Eindklassement       | Demi Vollering      | Lotte Kopecky    | Katarzyna Niewiadoma | Cédrine Kerbaol    | Team SD Worx      | Yara Kastelijn           |

* Tijdens de etappes 2 tot en met 7 werd de groene trui gedragen door Ashleigh Moolman-Pasio. Zij was tijdens rit 2, 3, 6 en 7 de tweede in de stand. Na haar overwinning in de 3e etappe, stond Lorena Wiebes tweede in het klassement achter Kopecky, maar omdat Wiebes de Europese kampioenstrui droeg, werd de groene trui wederom gedragen door Moolman-Pasio die toen derde stond.

## Verdiensten
Het totale prijzengeld was bijna 250 duizend euro, waar Team SD Worx bijna de helft van heeft binnengehaald. Twee teams verdienden deze week helemaal niets.